# تاپ گان: آتش در اراده
تاپ گان: آتش در اراده، یک بازی ویدیویی است که توسط اسپکتروم هولوبایت برای داس، ویندوز، پلی‌استیشن و مکینتاش توسعه و منتشر شده‌است. این بازی دارای مجوز در فرنچایز تاپ گان است. دنباله‌ای بازی تاپ گان: آشیانه هورنت که در سال ۱۹۹۸ منتشر شد.

## بازی
داستان کلی بازی بر روی شخصیت بازیکن، ماوریک متمرکز است که در کوبا، کره شمالی و لیبی با یک گروه مخفی از خلبانان مزدور به نام «کادر» می‌جنگد.
نسخه پلی استیشن تفاوت زیادی با نسخه‌های رایانه شخصی دارد و بر عمل بیش از شبیه‌سازی تأکید دارد. به‌طور خاص، برخاست و فرود قطع شد، و بازیکن هر مأموریت را با دشمنان نزدیک شروع می‌کند، نه اینکه مجبور باشد آنها را شکار کند.

## توسعه
تاپ گان: آتش در اراده توسط اسپکتروم هولوبایت در سال ۱۹۹۶ برای داس، ویندوز و پلی‌استیشن منتشر شد. پورت سیستم عامل مک در سال ۱۹۹۸ منتشر شد. این تنها عنوانی است که هر یک از بازیگران فیلم در آن حضور دارند و جیمز تولکان دوباره نقش خود را به عنوان یک افسر فرمانده بازی می‌کند (او در فیلم «استینگر» نامیده می‌شود، اما در آتش به اراده «هوندو» نامیده می‌شود).

## بازخورد
| ناشر                    | امتیاز        |
| ----------------------- | ------------- |
| کامپیوتر گیمینگ ورلد    | (PC)          |
| الکترونیک گیمینگ مانثلی | ۵٫۷۵/۱۰ (PS1) |
| گیم‌اسپات                | ۳٫۸/۱۰        |
| آی‌جی‌ان                  | ۳/۱۰ (PC)     |
| نکست جنریشن             | (PC, PS1)     |
| پی‌سی پاورپلی            | ۶/۱۰          |

نسخه داس بازبینی متوسطی دریافت کرد. یکی از منتقدان گفته‌است، بدون شبیه‌سازی، نداشتن کلیپ‌های ویدیویی و طرحی، این بازی بی‌معنا است. در حالی که او از انواع ماموریت‌ها، چندنفره شبکه ای و جنبه‌های گرافیکی تعریف می‌کرد، به ارزیابی منفی کلی خود از بازی پایبند بود. رابین جی کیم از کامپیوتر گیمینگ ورلد بازی را به دلیل «ماموریت‌های پر اکشن با فضای عالی و داستانی جذاب» تحسین کرد، اما پذیرفت که بازی از «گرافیک زمین لکه دار»، طراحی صدای ضعیف و مشکلات فنی رنج می‌برد.
یکی از منتقدان اذعان کرد که «تاپ گان نه یک بازی سبک پروازی است و نه ادعا می‌کند»، اما سادگی گیم‌پلی برای کسی که می‌خواهد سبک جت شوت‌ام‌آپ را با کمی بازی کند جذاب خواهد بود. یک خط داستانی برای حفظ علاقه آنها.
نسخه پلی استیشن نیز نقدهای متوسطی دریافت کرد. منتقدان خاطرنشان کردند که این بازی بیشتر یک بازی اکشن سنگین و سبک آرکید است تا شبیه‌ساز پرواز واقع‌گرایانه، اما در مورد اینکه آیا این انتخاب غیرمنتظره از سبک گیم‌پلی تا حد معقولی موفق بوده‌است اختلاف نظر داشتند. برخی ترکیبی از گیم پلی آرکید و سبک شبیه‌سازی را تحسین کردند، در حالی که برخی دیگر از عدم توالی برخاست و فرود و تفاوت کنترل‌ها با بیشتر سیم‌های پرواز انتقاد کردند. با این حال، منتقدان به‌طور کلی موافق بودند که گرافیک بسیار خوب است، و شکست دادن خلبانان دشمن به طرز کسل کننده ای آسان است.
این بازی بیش از ۳۷۵۰۰۰ نسخه فروخت.